# AKB48 Team SH
AKB48 Team SH(에이케이비포티에이트 팀 에스에이치)는 일본 대형 걸 그룹 AKB48의 해외 자매 그룹으로, 중국 상하이시를 중심으로 활동하는 걸 그룹이다.

## 개요
일본 도쿄에 위치한 AKB48의 해외 자매 그룹 중의 하나로, 종합 프로듀서는 아키모토 야스시가 맡고 있다. 그룹명의 유래는 '상하이(Shanghai)'의 로마자 병음 중 맨 앞 두 글자를 병합하여 만들었다. 그룹 배경은   하얀색으로 배경을 넣고,   분홍색으로 「AKB48 Team SH」의 그룹명 문자와 배경의 오른쪽 아래에 에지를 배치한 것이 사용되고 있다.

## 역사

### 2016년
- 4월 26일, 홍콩에 연예 기획사 「AKB48（CHINA）Holdings Limited」을 설립하였다.

- 12월 10일, 중국 상하이시 푸둥 신개발 지구 '히말라야 센터'에서 AKB48 중국 팬미팅 및 뉴스 발표회가 개최되었다. AKB48의 멤버인 와타나베 마유, 이즈타 리나 그리고 카와모토 사야가 참석하였다. AKB48은 정식으로 중국과 일본의 쌍방 합작 형식으로 다시 한번 중국 시장 진입을 발표하였다.

### 2017년
- 10월 26일, 운영은 시나 웨이보와 AKB48 공식 블로그에서 정식 발표하였다. 1년간의 준비 기간을 거쳐, 정식으로 중국 상하이시에 AKB48의 공식 해외 자매 그룹을 결성하고, 중국과 일본이 양측으로 팀을 관리하여 운영한다. 이는 2016년 6월에 전 상하이시 자매 그룹이었던 SNH48와 계약 파기한 이후, 재차 상하이시 자매 그룹을 개설하는 것이다.[1]

### 2018년
- 3월 27일, 마오웨이자와 류녠 두 명이 후보생 신분으로 AKB48 CHINA에 정식 가입하였다.[2]

- 4월 10일, AKB48는 공식적으로 중국 신 자매 그룹 명칭을 「AKB48 Team SH」로 발표하였다. 동시에 1기생 모집 공고를 발표하였고, 웹사이트를 통하여 모집할 수 있다고 공지하였다.[3]

- 7월 24일, 1기생 최종 모집을 개최하였으며, 총 34명의 합격자가 선출되었다. 그리고 후보생 마오웨이자와 류녠은 1기생으로 AKB48 Team SH에 정식 가입하였다.

- 8월 8일, 공식적으로 시나 웨이보에 1기생 명단을 공개하였다. 총 23명의 멤버가 그룹에 가입하였다.[4]

- 10월 27일, 「티몰 아시아 아이돌 페스티벌」에서 AKB48 Team SH가 첫 무대 진행과 동시에 공개되었다.

- 12월 3일, 데뷔 뉴스 발표회를 개최하였으며, 디지털 싱글 《사랑의 여정 LOVE TRIP》을 발표함과 동시에 정식 데뷔하였다.

### 2019년
- 1월 14일, 1st EP 《첫날》 (初日)을 발매하였다.

- 5월 24일, 2nd EP 《So long!》을 발매하였다.

- 5월 27일, 2기생 모집을 시작하였다.

- 7월 29일, 3rd EP 《돌진하라! 소녀들》 (冲吧！少女们)을 발매하였다.

- 8월 25일, 3rd EP 《돌진하라! 소녀들》 (冲吧！少女们) 팬미팅에서 2기생 22명이 첫 공개되었다.

- 11월 23일, 반다이 남코 홀딩스 상하이 문화 센터에서 AKB48 Team SH 1주년 기념 콘서트 「365일의 지속적인 사랑」을 개최하였다. 콘서트 중에 2기생 6명이 정식 멤버로 승격 하였으며, 첫 전속 방송 프로그램을 공개하였다. 또한, 월트 디즈니 컴퍼니 합작 및 2020년 2월에 정식으로 극장 공연을 개최 예정을 공지하였다.

- 11월 25일, 1st 앨범 《365일의 지속적인 사랑》 (365天持续的爱恋)

### 2020년
- 원래 2월 1일은 AKB48 극장에서 첫 게스트 공연 Team SH 1st Stage 「섬네일」 전초전 in Tokyo 공연을 개최할 예정이었지만, 2019년 코로나바이러스로 인해 연기되었다.

- 원래 2월 15일부터 상하이 장강 극장에서 Team SH 1st Stage 「섬네일」 공연을 개최할 예정이었지만, 2019년 코로나바이러스로 인해 연기되었다.

- 4월 17일부터 매주 5일 동안 상하이 카인드 징췌이 광장에서 AKB48 Team SH 한정 라이브 방송을 진행한다.

- 4월 25일, 3기생 모집을 시작하였다.

- 6월 7일, Team SH 1st Stage 「섬네일」 공연의 첫 공연이 시작되었다.

- 9월 14일, 4th EP 《미래로 향하는 바람》 (迎向未来的风)을 발매하였다.

- 9월 26일, 당일 저녁 19:00 Team SH 1st Stage 「섬네일」 공연에서 3기생 10명이 첫 공개되었다.

- 11월 28일, 제1회 아이돌 페스티벌이 상하이 히말라야 센터 대관 무대에서 개최되었다. 당일 저녁 5th EP 《변명일 뿐 Maybe》 (借口而已Maybe) 선발 총선거의 결과가 발표되었으며, 최종 2기생 정식 멤버 쩡쓰춘이 1위를 차지하였으며, 1기생 정식 멤버 류녠, 주링이 각 2위와 3위를 차지하였다.

### 2021년
- 4월 8일, 5th EP 《변명일 뿐 Maybe》 (借口而已Maybe)을 발매하였다.

- 4월 30일, 4기생 모집을 시작하였다.

## 멤버

### 정식 멤버
| 이름                | 병음          | 출생                   | 기수 | 승격일           | 각주                             |
| ------------------- | ------------- | ---------------------- | ---- | ---------------- | -------------------------------- |
| 둥팡츠 (董芳池)     | Dong FangChi  | 1998년 10월 8일(26세)  | 1기  |                  | 활동 휴식                        |
| 공루원 (龚露雯)     | Gong LuWen    | 2001년 3월 16일(24세)  | 2기  | 2019년 11월 23일 |                                  |
| 구이추추 (桂楚楚)   | Gui ChuChu    | 1999년 3월 10일(26세)  | 2기  | 2019년 11월 23일 |                                  |
| 후신인 (胡馨尹)     | Hu XinYin     | 2001년 12월 19일(23세) | 2기  | 2019년 11월 23일 |                                  |
| 젠창웨이 (渐蔷薇)   | Jian QiangWei | 1997년 11월 21일(27세) | 2기  | 2020년 11월 28일 |                                  |
| 쿵커신 (孔珂昕)     | Kong KeXin    | 1997년 10월 13일(27세) | 2기  | 2020년 11월 28일 |                                  |
| 리스치 (李诗绮)     | Li ShiQi      | 1999년 10월 26일(25세) | 1기  |                  | 2020년 1월 2일부터 활동 휴식     |
| 량스안 (梁时安)     | Liang ShiAn   | 1998년 4월 2일(27세)   | 2기  | 2020년 11월 28일 |                                  |
| 류녠 (刘念)         | Liu Nian      | 2001년 2월 2일(24세)   | 1기  |                  | 데뷔 센터                        |
| 마오웨이자 (毛唯嘉) | Mao WeiJia    | 1995년 3월 16일(30세)  | 1기  |                  | 캡틴                             |
| 선잉 (沈莹)         | Shen Ying     | 2000년 3월 2일(25세)   | 1기  |                  |                                  |
| 스아이베이 (施蔼倍) | Shi AiBei     | 2000년 9월 15일(24세)  | 2기  | 2019년 11월 23일 |                                  |
| 스커옌 (施可妍)     | Shi KeYan     | 2001년 7월 30일(23세)  | 1기  |                  |                                  |
| 쑹신란 (宋欣然)     | Song XinRan   | 1998년 1월 22일(27세)  | 1기  |                  |                                  |
| 탄쥔시 (谭珺兮)     | Tan JunXi     | 1998년 5월 19일(27세)  | 2기  | 2020년 11월 28일 |                                  |
| 완팡저우 (万芳舟)   | Wan FangZhou  | 1998년 7월 20일(26세)  | 1기  |                  | 2021년 5월 14일부터 활동 휴식    |
| 왕위둬 (王雨朵)     | Wang YuDuo    | 2000년 3월 24일(25세)  | 1기  |                  |                                  |
| 웨이신 (魏新)       | Wei Xin       | 1998년 9월 5일(26세)   | 1기  |                  |                                  |
| 우안치 (吴安琪)     | Wu AnQi       | 2002년 4월 3일(23세)   | 1기  |                  |                                  |
| 슝팡니 (熊芳妮)     | Xiong Fangni  | 2000년 8월 15일(24세)  | 2기  | 2019년 11월 23일 | 2020년 7월 6일부터 활동 휴식     |
| 예즈언 (叶知恩)     | Ye ZhiEn      | 1999년 10월 13일(25세) | 1기  |                  |                                  |
| 위안루이시 (袁瑞希) | Yuan RuiXi    | 1995년 7월 17일(29세)  | 1기  |                  | 캘리포니아 대학교 버클리 유학 중 |
| 쩡쓰춘 (曾鸶淳)     | Zeng SiChun   | 1998년 9월 11일(26세)  | 2기  | 2019년 11월 23일 |                                  |
| 자이위자 (翟羽佳)   | Zhai YuJia    | 1996년 9월 29일(28세)  | 1기  |                  |                                  |
| 장첸페이 (张倩霏)   | Zhang QianFei | 1998년 7월 25일(26세)  | 2기  | 2020년 11월 28일 |                                  |
| 장차오위 (张乔瑜)   | Zhang QiaoYu  | 1998년 6월 5일(26세)   | 2기  | 2020년 11월 28일 |                                  |
| 주링 (朱苓)         | Zhu Ling      | 2001년 10월 8일(23세)  | 1기  |                  |                                  |
| 좡샤오티 (庄晓媞)   | Zhuang XiaoTi | 1998년 12월 6일(26세)  | 1기  |                  |                                  |
| 조우루오난 (邹若男) | Zou RuoNan    | 1998년 4월 23일(27세)  | 2기  | 2020년 11월 28일 |                                  |

### 연수생
| 이름                    | 병음             | 출생                   | 기수 | 승격일 | 각주                          |
| ----------------------- | ---------------- | ---------------------- | ---- | ------ | ----------------------------- |
| 죠우니엔치 (周念琪)     | Zhou NianQi      | 2002년 8월 24일(22세)  | 1기  |        | 2020년 3월 6일 강등           |
| 청안쯔 (程安子)         | Cheng AnZi       | 2002년 3월 12일(23세)  | 2기  |        |                               |
| 리위먀오 (李于淼)       | Li YuMiao        | 2001년 7월 11일(23세)  | 2기  |        | 2021년 3월 17일부터 활동 휴식 |
| 판츄이 (潘秋怡)         | Pan QiuYi        | 1998년 5월 23일(26세)  | 2기  |        |                               |
| 푸즈잉 (蒲祉颖)         | Pu ZhiYing       | 1998년 7월 28일(26세)  | 2기  |        |                               |
| 왕위란 (王俞然)         | Wang YuRan       | 1996년 5월 26일(28세)  | 2기  |        |                               |
| 우이팅 (吴怡婷)         | Wu YiTing        | 1999년 11월 19일(25세) | 2기  |        |                               |
| 장잉루 (张樱璐)         | Zhang YingLu     | 2000년 1월 2일(25세)   | 2기  |        |                               |
| 리지아훼이 (李佳慧)     | Li JiaHui        | 2000년 12월 11일(24세) | 3기  |        |                               |
| 마샤오위 (马小雨)       | Ma XiaoYu        | 2002년 6월 12일(22세)  | 3기  |        |                               |
| 펑루쉬엔 (彭露萱)       | Peng LuXuan      | 2000년 1월 1일(25세)   | 3기  |        |                               |
| 츄디얼 (邱笛尔)         | Qiu DiEr         | 2000년 1월 27일(25세)  | 3기  |        |                               |
| 왕안니 (王安妮)         | Wang AnNi        | 2002년 2월 19일(23세)  | 3기  |        |                               |
| 왕쉬엔야 (王暄雅)       | Wang XuanYa      | 2006년 8월 9일(18세)   | 3기  |        |                               |
| 셰원지에 (谢雯婕)       | Xie WenJie       | 2001년 1월 8일(24세)   | 3기  |        |                               |
| 장지아저 (张嘉哲)       | Zhang JiaZhe     | 1998년 3월 8일(27세)   | 3기  |        |                               |
| 죠우천위쉬엔 (周陈雨轩) | Zhou-Chen YuXuan | 2002년 7월 26일(22세)  | 3기  |        |                               |

### 연습생
| 이름            | 병음      | 출생                  | 기수 | 승격일 | 각주                 |
| --------------- | --------- | --------------------- | ---- | ------ | -------------------- |
| 쉬이팅 (徐依婷) | Xu YiTing | 2000년 9월 17일(24세) | 1기  |        | 2019년 7월 10일 강등 |

### 전 멤버
| 이름                | 병음           | 출생                   | 기수 | 최종 재적일      | 최종 소속 | 각주                                          |
| ------------------- | -------------- | ---------------------- | ---- | ---------------- | --------- | --------------------------------------------- |
| 류훼이 刘绘)        | Liu Hui        | 10월 18일              | 1기  | 2018년 12월 27일 | 미소속    | 계약 해지                                     |
| 류이한 (刘奕含)     | Liu YiHan      | 미공개                 | 1기  | 2018년 12월 27일 | 미소속    | 계약 해지                                     |
| 류리우 (刘柳)       | Liu Liu        | 1997년 11월 19일(27세) | 2기  | 2019년 11월 4일  | 연수생    | 졸업                                          |
| 리사 (莉莎／りさ)   | Risa           | 1997년 11월 19일(27세) | 2기  | 2020년 4월 2일   | 연수생    | 본명: 미즈노 리사(水野莉沙) 중일혼혈 계약해지 |
| 천이신 (陈怡欣)     | Chen YiXin     | 2000년 5월 10일(25세)  | 1기  | 2020년 7월 31일  | 정식 멤버 | 졸업                                          |
| 관티엔티엔 (管天天) | Guan TianTian  | 1999년 8월 2일(25세)   | 1기  | 2020년 7월 31일  | 정식 멤버 | 졸업                                          |
| 다이즈옌 (戴紫嫣)   | Dai ZiYan      | 1999년 3월 15일(26세)  | 1기  | 2020년 9월 8일   | 정식 멤버 | 졸업                                          |
| 천장위엔 (陈张缘)   | Chen ZhangYuan | 1998년 1월 14일(27세)  | 3기  | 2020년 10월 5일  | 연수생    | 제명                                          |

## 디스코그래피

### EP
| #                              | 발매일                         | 음반                                  | 음반 유형                         | 트랙 리스트                    | 각주                           |
| 신훼이 그룹 상하이 음반 출판사 | 신훼이 그룹 상하이 음반 출판사 | 신훼이 그룹 상하이 음반 출판사        | 신훼이 그룹 상하이 음반 출판사    | 신훼이 그룹 상하이 음반 출판사 | 신훼이 그룹 상하이 음반 출판사 |
| ------------------------------ | ------------------------------ | ------------------------------------- | --------------------------------- | ------------------------------ | ------------------------------ |
| 1st                            | 2019년 1월 14일                | 《첫날》 (初日)                       | Type-A (CD) Type-B (CD＋DVD)      |                                |                                |
| 2nd                            | 2019년 5월 24일                | 《So long!》                          | 통상반 (CD)                       |                                |                                |
| 3rd                            | 2019년 7월 29일                | 《돌진하라! 소녀들》 (冲吧！少女们)   | 통상반 (CD) 소장반 (CD＋DVD)      |                                |                                |
| 4th                            | 2020년 9월 17일                | 《미래로 향하는 바람》 (迎向未来的风) | 초회 한정반 (CD) 통상반 (CD＋DVD) |                                |                                |
| 5th                            | 2021년 4월 8일                 | 《변명일 뿐 Maybe》 (借口而已Maybe)   | Type-A (CD) Type-B (CD＋DVD)      |                                |                                |
| 6th                            | 2021년 9월 30일                | 《천추령》 (千秋令)                   | 통상반 (CD＋DVD)                  |                                |                                |
| 7th                            | 2022년 4월 1일                 | 《큰 소리 다이아몬드》 (大声钻石)     | 통상반 (CD) 소장반 (CD＋DVD)      |                                |                                |

### 앨범
| #                              | 발매일                         | 음반                                        | 음반 유형                                                                                  | 트랙 리스트                    | 각주                           |
| 신훼이 그룹 상하이 음반 출판사 | 신훼이 그룹 상하이 음반 출판사 | 신훼이 그룹 상하이 음반 출판사              | 신훼이 그룹 상하이 음반 출판사                                                             | 신훼이 그룹 상하이 음반 출판사 | 신훼이 그룹 상하이 음반 출판사 |
| ------------------------------ | ------------------------------ | ------------------------------------------- | ------------------------------------------------------------------------------------------ | ------------------------------ | ------------------------------ |
| 1st                            | 2019년 11월 25일               | 《365일의 지속적인 사랑》 (365天持续的爱恋) | 소장반 (CD＋DVD) 통상반 (CD＋DVD) 체험반 Type-A (CD) 체험반 Type-K (CD) 체험반 Type-B (CD) |                                |                                |

### 디지털 싱글
| 발매일          | 곡 제목                        | 센터 멤버        | 각주 |
| --------------- | ------------------------------ | ---------------- | ---- |
| 2018년 12월 3일 | 《LOVE TRIP》 (爱的旅程)       | 류녠             |      |
| 2019년 3월 25일 | 《NO WAY MAN》                 | 쉬이팅           |      |
| 2019년 5월 20일 | 《너에 대해서》 (关于你)       | 류녠, 마오웨이자 |      |
| 2019년 9월 20일 | 《지속적인 사랑》 (持续的爱恋) | 류녠             |      |

## 같이 보기
일본 자매 그룹
- AKB48
- SKE48
- NMB48
- HKT48
- NGT48
- STU48

일본 해외 자매 그룹
- JKT48
- BNK48
- MNL48
- AKB48 Team TP
- SGO48
- CGM48
- DEL48
- MUB48
- KLP48